# Îles des Princes
Adalar, ou Îles des Princes (Kızıl Adalar en turc, Πριγκηπονήσια - Prinkiponēsia en grec, îles aux Princes) sont un archipel de neuf îles dans la mer de Marmara au sud-est d'Istanbul en Turquie et forment l'un des 39 districts de la ville. À la suite d'un programme de valorisation archéologique et touristique, le petit groupe des îles Vordonis est considéré comme la 10e île de l'archipel et le nom de Prens Adaları est devenu co-officiel,.
On les appelait autrefois Papadanisia : « îles des Popes », en raison du grand nombre de couvents qui y avaient été construits. Le nom « Îles des Princes » vient de ce qu'elles servirent de lieu de réclusion ou de plaisance à l'aristocratie byzantine. Les noms turcs Prens Adaları et Kızıl Adalar viennent respectivement du français Princes (jadis nom international) et du mot kızıl signifiant « rouges » ; ada signifie île, et -lar est le suffixe du pluriel. Adalar désigne donc un archipel.

## Géographie
L'archipel est composé de neuf îles et d'un groupe d'écueils, les îles Vordonis, formant jadis une dixième île aujourd'hui submergée.
| Nom         | Nom antique | Superficie |
| ----------- | ----------- | ---------- |
| Büyükada    | Prinkipos   | 5,36 km2   |
| Heybeliada  | Chalcée     | 2,4 km2    |
| Burgazada   | Antigone    | 1,5 km2    |
| Kınalıada   | Protée      | 1,3 km2    |
| Sedef Adası | Antirovithe | 0,157 km2  |

| Nom         | Nom antique | Superficie |
| ----------- | ----------- | ---------- |
| Sivriada    | Oxie        | 0,05 km2   |
| Kaşık Adası | Pite        | 0,006 km2  |
| Tavşanadası | Néandre     | 0,004 km2  |
| Vórdonis    | Vórdonis    | Submergée  |
| Yassıada    | Platée      | 0,05 km2   |

## Administration

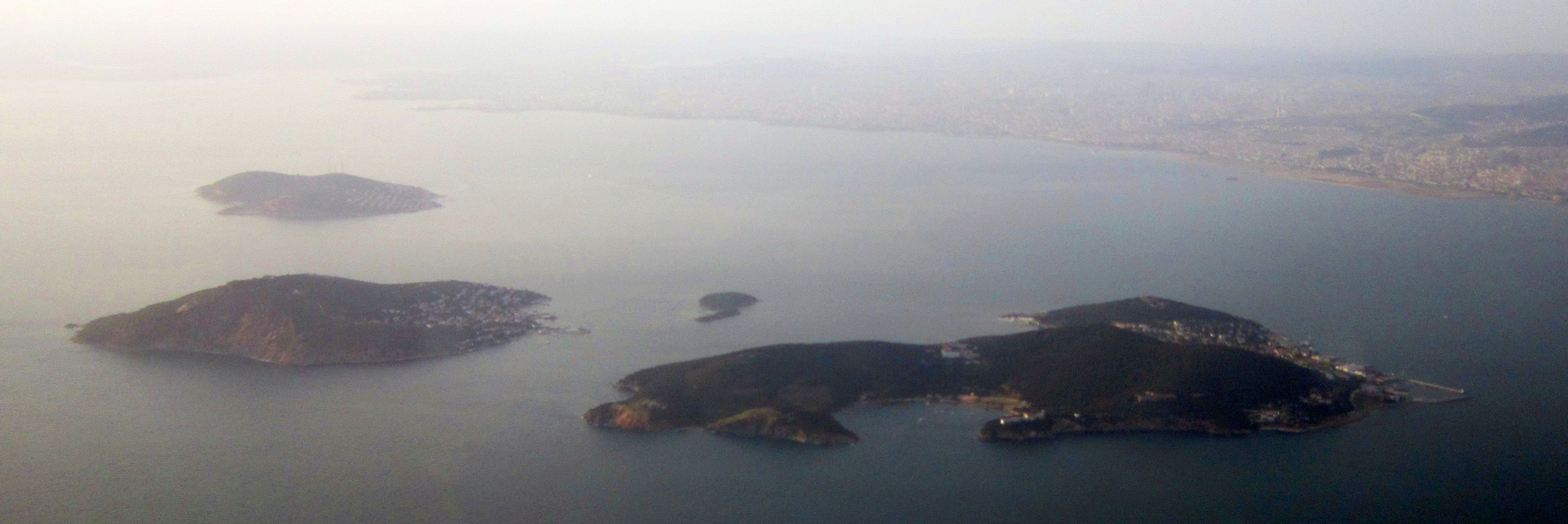
Kınalıada, Burgazada, Kaşık, Heybeliada

Les Îles des Princes forment l'un des trente-neuf districts d'Istanbul : celui d’Adalar, divisé en cinq quartiers :
- Burgazada
- Heybeliada
- Kınalıada
- Maden
- Nizam

L'État central turc tend à court-circuiter la gouvernance métropolitaine sur les îles aux Princes en s'appuyant sur la législation environnementale qui lui a confié la compétence en matière d'urbanisme en novembre 2021. Les îles font donc l'objet d'une forme de « double gouvernance » conflictuelle, qui rejoue à l'échelle locale l'opposition politique à Istanbul entre l'État dirigé par l'AKP et la métropole d'Istanbul dirigée par l'opposition.

## Histoire
Durant l'Antiquité les îles étaient peuplées de pêcheurs, de potiers et de chevriers, dépendant de Chalcédoine. Leur isolement favorisa à partir du VIe siècle la multiplication des ermitages et des monastères. À l'époque byzantine on exilait dans ces monastères les membres en disgrâce des familles impériales et princières : celles-ci venaient visiter les reclus et se firent bâtir des résidences et des jardins, ce dont l'archipel tire son nom. Ces pratiques furent poursuivies après 1453 par les Ottomans à l'encontre des phanariotes déchus de leurs fonctions. Au XIXe siècle, les îles deviennent le lieu de villégiature préféré des riches familles d'Istanbul de toute origine et confession, grecques, turques ou levantines, qui y multiplient les villas de style victorien, notamment sur Büyükada (« grande île » en turc). De riches étrangers, des aristocrates russes blancs fuyant la Russie soviétique, des juifs fuyant l'antisémitisme européen les rejoignent. Tous ont en commun d'être fortunés, cultivés et francophones. Banni d'URSS, Léon Trotski y passa quatre années de 1929 à 1933. Une ambiance de tolérance multiculturelle caractérise l'archipel, et la Turquie moderne ne manque pas de la mettre en valeur. 

## Tourisme
Pendant les mois d'été, les îles sont des destinations populaires pour des excursions d'une journée. Comme les véhicules motorisés terrestres y sont interdits (à l'exception des services publics locaux), le seul transport pour les personnes est la charrette, généralement du type phaéton, tirée par des chevaux, des ânes ou des mules. Les quatre principales îles de l'archipel (la « Grande » Büyükada, celle « des Selliers » Heybeliada, celle « du Détroit » Burgazada et celle « du Henné » Kınalıada) sont accessibles par ferry depuis la côte européenne (à partir d'Istanbul - Sirkeci/Eminönü et Kabataş/Yenikapı) et depuis la côte anatolienne (à partir de Bostancı et Kartal). Seule l'« île de la Nacre » Sedef Adası est préservée du tourisme de masse, n'étant pas desservie par les lignes de transports régulières. Des pèlerinages multiconfessionnels ont lieu sur les îles et la gastronomie y mêle les influences du Levant, de la Turquie, de la Grèce, de la Russie, du judaïsme et de l'Occident.

## Géopolitique
Sur l'île Büyük (Prinkipo) se trouve l'orphelinat grec qui est l'un des plus grands bâtiments en bois du monde, et sur celle de Heybeli (Chalcée ou Halki), le séminaire orthodoxe du patriarcat œcuménique de Constantinople (İstanbul Rum Patriği). Les deux ont été fermés sine die sans explication respectivement en 1964 et 1971,, par l'État turc qui a aussi confisqué la propriété foncière du premier,, de sorte que l'orphelinat, en ruines, ne peut être ni entretenu, ni protégé des pillages (bois gratuit), ni rénové et que le patriarcat de Constantinople ne peut plus renouveler ses cadres, dont le recrutement est ouvert uniquement aux citoyens turcs nés et formés en Turquie; en outre, en novembre 2007, une église de Heybeli récemment restaurée par le patriarcat de Constantinople, située en face du séminaire, a été presque entièrement détruite, sans avertissement préalable, par des bûcherons de l'administration turque des eaux et forêts. Autoriser la restauration et la réouverture de ces bâtiments fait partie des conditions de l'adhésion éventuelle de la Turquie à l'Union européenne,.